# Установи та організації Хотинського повіту (Бесарабська губернія)

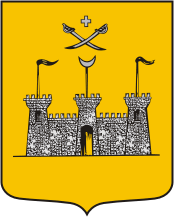
Герб Хотинського повіту

Після створення Хотинського повіту Бессарабської губернії на її території почали працювати ціла низка неурядових установ та організацій.

## Фінансові та кредитні установи
Хотинське повітове казначейство Бессарабської губернії (рос. Хотинское уездное казначейство Бессарабськой губернии).

Згідно положення від 1828 р. контроль за фінансовим станом Хотинського повіту здійснювало казначейство. Повітове казначейство відало обліком державних прибутків, збором державних податків, складанням звітності.
Хотинська повітова каса дрібного кредиту (рос. Хотинская уездная касса мелкого кредита).

Створена на підставі “Положення про запровадження дрібного кредиту” від 7 червня 1904 р. з метою сприяння економічного зростання приватних господарств шляхом надання їм кредитів.

## Земельні установи
Хотинська повітова межова комісія Бессарабської губернії (рос. Хотинская уездная межевая комиссия Бессарабской губернии).

Створена на підставі “Статуту утворення Бессарабської області” 1818 р., як межова контора. Здійснювала встановлення меж вотчинних, церковних і громадських земель, креслила плани ділянок. У 1834 р. реорганізована в межовий суд для розгляду справ про розмежування земель на території повіту. Суд ліквідований 1864 р. і його функції передані межовій комісії.
Хотинська повітова землевпорядна комісія (рос. Хотинская уездная землеустроительная комиссия).

Створена згідно з указом “Про заснування губернських та повітових землевпорядних комісій і про скасування комітету з земельних справ” від 4 березня
1906 р. Здійснювала розмежування селянських земель за столипінською аграрною реформою.
Хотинський повітовий землемір Бессарабської губернії (рос. Хотинский уездный землемер Бессарабской губернии).

Канцелярія Хотинського повітового землеміра була створена 1812 р. після того, як Бессарабія увійшла до складу Російської імперії, де такі канцелярії існували з 1781 року. Землемір керував межовими та земельними питаннями у повіті.
Хотинська повітова комісія із встановлення прав власності на кріпосних циган при повітовому предводителеві дворянства (рос. Хотинская уездная комиссия по установлению прав собственности на крепостных цыган при уездном предводителе дворянства).

Право володіння кріпосними циганами регламентовано “Статутом утворення Бессарабської області 1818 р. “, але при цьому вимагалось пред’явлення грамот, затверджених молдавським господарем, які підтверджували право власності на них. Більшість кріпосних циган належали роду князів Кантакузіно. У зв’язку із проголошенням акту відміни кріпосного права у 1861 р. для збереження земельних володінь власники кріпосних циган звільнили їх без земельних наділів.

## Освітні установи та навчальні заклади
Хотинська повітова училищна рада Бессарабської губернії (рос. Хотинский уездный училищный совет Бессарабской губернии).

Створена на підставі “Положення про початкові народні училища” від 14 липня 1864 р. До складу училищної ради входили: повітовий предводитель дворянства, інспектор народних училищ, представники від Православного релігійного фонду та земства. Здійснювала нагляд за навчально-виховною роботою початкових шкіл, видавала дозволи на відкриття нових шкіл, затверджувала на посади вчителів початкових училищ, вирішувала питання про відкриття та закриття шкіл, розглядала і затверджувала звіти інспекторів народних училищ.
Хотинський повітовий відділ Кишинівської єпархіальної училищної ради Бессарабської губернії (рос. Хотинский уездный отдел Кишиневского епархиального училищного совета Бессарабской губернии).

Створений на підставі Наказу Синоду від 12 червня 1884 р. Здійснював нагляд за діяльністю церковно-парафіяльних шкіл повіту, організацією навчального процесу, проведенням іспитів учнів шкіл, контроль за використанням коштів на утримання шкіл та нагляд за будівництвом нових шкіл.
Інспектор народних училищ Хотинського повіту Бессарабської губернії (рос. Инспектор народных училищ Хотинского уезда Бессарабской губернии).

Посада заснована 1869 р. Інспектор підпорядковувався попечителю Одеського навчального округу та директору народних училищ Бессарабії. Входив до складу Хотинської повітової училищної ради. Здійснював нагляд за навчально-виховним процесом в народних училищах.

## Релігійні установи
Кишинівська духовна консисторія у справах Хотинського повіту (рос. Кишиневская духовная консистория по делам Хотинского узда).

Заснована 1813 р. Діяла як колегіальний дорадчий орган церковного управління. Складалася з представників духовенства і підпорядковувалася єпархіальному архієрею. Відала призначенням священнослужителів, давала дозвіл на постриг в чернецтво, наглядала за веденням метричних і церковних книг, будівництвом церков, господарством монастирів, судом, який визначав церковне покарання (єпитимію) особам духовного звання та розглядав справи про розлучення світських осіб.
Хотинська вірменсько-григоріанська церква Святого Іоана Хрестителя (рос. Хотинская армяно-григорианская церковь Святого Иоана Крестителя).

## Благодійні та громадські організації
Хотинська повітова дворянська опіка (рос. Хотинская уездная дворянская опека).

Створена на підставі “Положення про губернії” (1775) та “Статуту утворення Бессарабської області 1818 р. “ при повітових судах. Головою опіки був предводитель дворянства, а членами повітовий суддя і засідателі. Займалась опікою майна та справами неповнолітніх сиріт–дворян, вдів, психічно хворих, розглядала суперечки про спадщину, призначала опікунів.
Хотинське повітове опікування з опіки сімей запасних нижчих чинів і ратників-ополченців, мобілізованих на військову службу (рос. Хотинское уездное попечительство по опеке семей нижних чинов и ратников-ополченцев в запасе, мобилизованных на военную службу).

Засноване 1914 р. Існувало під час Першої світової війни. Займалося організацією роботи у лікувально-санітарних установах, збором пожертв пораненим та біженцям, наданням матеріальної допомоги сім’ям осіб, які мобілізовані на військову службу.